# AGIL Volley 2019-2020
Questa voce raccoglie le informazioni riguardanti l'AGIL Volley nelle competizioni ufficiali della stagione 2019-2020.

## Stagione
La stagione 2019-20 è per l'AGIL Volley, con il nome sposorizzato di Igor Gorgonzola Novara, la nona, la settima consecutiva, in Serie A1. In panchina viene confermato Massimo Barbolini, mentre la rosa è completamente rinnovata con le uniche conferme di Cristina Chirichella, Stefania Sansonna e Stefana Veljković: tra i nuovi acquisti quelli di Jovana Brakočević, Elica Vasileva e Micha Hancock, tra le cessioni invece quelle di Paola Egonu, Lauren Carlini, Michelle Bartsch.
Il campionato si apre con la vittoria sul Cuneo Granda, seguita poi dalla sconfitta ad opera della Savino Del Bene: seguono tre vittorie consecutive, poi una serie di risultati altalenanti e infine quattro altri successi che portano la squadra di Novara a chiudere il girone di andata al terzo posto in classifica, utile per qualificarsi alla Coppa Italia. Il girone di ritorno comincia con tre gare vinte, seguite poi da un'alternanza di sconfitte e successi fino alla ventesima giornata quando il campionato viene prima sospeso e poi definitivamente interrotto a causa del diffondersi in Italia della pandemia di COVID-19: al momento dell'interruzione la squadra stazionava al terzo posto in classifica.
Grazie ai risultati ottenuti nella stagione precedente l'AGIL partecipa alla Supercoppa italiana, venendo sconfitta per 3-0 dall'Imoco.
Il terzo posto al termine del girone di andata della Serie A1 2019-20 parmette alla compagine piemontese di accedere alla Coppa Italia: tuttavia l'AGIL viene sconfitta ai quarti di finale dalla Pro Victoria, venendo eliminata.
La vittoria della Champions League 2018-19 qualifica l'AGIL al campionato mondiale per club 2019: la fase a gironi viene superata chiudendo il proprio raggruppamento al primo posto, con tre vittorie su tre gare. In semifinale la squadra di Novara viene sconfitta per 3-2 dall'Eczacıbaşı, per poi perdere anche la finale per il terzo posto contro il VakıfBank.
Sempre a seguito dei risultati ottenuti nella stagione 2018-19, il club piemontese partecipa alla Champions League 2019-20. L'AGIL supera la fase a gironi vincendo il proprio raggruppamento maturando cinque successi su sei gare disputate: nei quarti di finale avrebbe dovuto incontrare il Fenerbahçe ma la competizione viene interrotta a seguito della pandemia di COVID-19.

## Organigramma societario
Area direttiva
- Presidente: Giovanna Saporiti

Area tecnica
- Allenatore: Massimo Barbolini
- Allenatore in seconda: Davide Baraldi
- Assistente allenatore: Maurizio Mora
- Scout man: Mattia Gadda

Area sanitaria
- Medico: Stefania Bodini, Federico Giarda
- Fisioterapista: Alessio Botteghi
- Osteopata: Laura Nolli
- Preparatore atletico: Stefano Tagliazucchi

## Rosa
| N° | Nome                 | Ruolo | Data di nascita  | Nazionalità sportiva |
| -- | -------------------- | ----- | ---------------- | -------------------- |
| 1  | Iza Mlakar           | O     | 14 novembre 1995 | Slovenia             |
| 2  | Jovana Brakočević    | O     | 5 marzo 1988     | Italia               |
| 4  | Rachele Morello      | P     | 7 novembre 2000  | Italia               |
| 5  | Francesca Napodano   | L     | 17 gennaio 1999  | Italia               |
| 6  | Megan Courtney       | S     | 27 ottobre 1993  | Stati Uniti          |
| 7  | Federica Piacentini  | C     | 7 marzo 2001     | Italia               |
| 8  | Zuzanna Górecka      | S     | 10 aprile 2000   | Polonia              |
| 9  | Chiara Di Iulio      | S     | 5 maggio 1985    | Italia               |
| 10 | Cristina Chirichella | C     | 10 febbraio 1994 | Italia               |
| 11 | Stefania Sansonna    | L     | 1º novembre 1982 | Italia               |
| 12 | Micha Hancock        | P     | 10 novembre 1992 | Stati Uniti          |
| 13 | Valentina Arrighetti | C     | 26 gennaio 1985  | Italia               |
| 16 | Elica Vasileva       | S     | 13 maggio 1990   | Bulgaria             |
| 17 | Stefana Veljković    | C     | 9 gennaio 1990   | Serbia               |

## Mercato
| Acquisti | Acquisti             | Acquisti        | Acquisti   |
| R.       | Nome                 | da              | Modalità   |
| -------- | -------------------- | --------------- | ---------- |
| C        | Valentina Arrighetti | Casalmaggiore   | definitivo |
| O        | Jovana Brakočević    | Budowlani Łódź  | definitivo |
| S        | Megan Courtney       | Bergamo         | definitivo |
| S        | Chiara Di Iulio      | VakıfBank       | definitivo |
| S        | Zuzanna Górecka      | Legionovia      | definitivo |
| P        | Micha Hancock        | Pro Victoria    | definitivo |
| O        | Iza Mlakar           | Branik          | definitivo |
| P        | Rachele Morello      | Club Italia     | definitivo |
| L        | Francesca Napodano   | Soverato        | definitivo |
| S        | Elica Vasileva       | Savino Del Bene | definitivo |

| Cessioni | Cessioni            | Cessioni      | Cessioni   |
| R.       | Nome                | a             | Modalità   |
| -------- | ------------------- | ------------- | ---------- |
| S        | Michelle Bartsch    | Beijing       | definitivo |
| O        | Erblira Bici        | UYBA          | definitivo |
| P        | Letizia Camera      | Casalmaggiore | definitivo |
| P        | Lauren Carlini      | Dinamo Mosca  | definitivo |
| S        | Paola Egonu         | Imoco         | definitivo |
| S        | Yamila Nizetich     | Cuneo Granda  | definitivo |
| S        | Francesca Piccinini | -             | ritirata   |
| S/O      | Celeste Plak        | Aydın BB      | definitivo |
| C        | Federica Stufi      | Casalmaggiore | definitivo |
| L        | Giorgia Zannoni     | Cuneo Granda  | definitivo |

## Risultati

### Serie A1

#### Girone di andata
| 1ª giornata - 13 ottobre 2019 PalaCastagnaretta, Cuneo          | Cuneo Granda    | 1 - 3 | AGIL                  | 25-23, 23-25, 17-25, 22-25        |
| 2ª giornata - 20 ottobre 2019 PalaTerdoppio, Novara             | AGIL            | 2 - 3 | Millenium Brescia     | 22-25, 25-22, 23-25, 30-28, 13-15 |
| 3ª giornata - 26 ottobre 2019 PalaTriccoli, Jesi                | Filottrano      | 0 - 3 | AGIL                  | 24-26, 18-25, 19-25               |
| 4ª giornata - 30 ottobre 2019 PalaTerdoppio, Novara             | AGIL            | 3 - 1 | UYBA                  | 28-26, 31-29, 23-25, 25-22        |
| 5ª giornata - 3 novembre 2019 Palazzetto dello Sport, Scandicci | Savino Del Bene | 2 - 3 | AGIL                  | 19-25, 25-20, 25-22, 20-25, 16-18 |
| 6ª giornata - 9 novembre 2019 PalaTerdoppio, Novara             | AGIL            | 1 - 3 | Imoco                 | 21-25, 25-23, 23-25, 18-25        |
| 7ª giornata - 12 novembre 2019 PalaVignola, Caserta             | VolAlto Caserta | 1 - 3 | AGIL                  | 21-25, 25-20, 22-25, 21-25        |
| 8ª giornata - 24 novembre 2019 PalaTerdoppio, Novara            | AGIL            | 1 - 3 | Pro Victoria          | 22-25, 25-22, 16-25, 21-25        |
| 9ª giornata - 12 dicembre 2019 PalaTerdoppio, Novara            | AGIL            | 1 - 3 | Chieri '76            | 22-25, 25-19, 20-25, 23-25        |
| 10ª giornata - 23 ottobre 2019 Nelson Mandela Forum, Firenze    | San Casciano    | 2 - 3 | AGIL                  | 27-25, 25-23, 16-25, 18-25, 11-15 |
| 11ª giornata - 15 dicembre 2019 PalaTerdoppio, Novara           | AGIL            | 3 - 1 | Wealth Planet Perugia | 25-13, 20-25, 25-17, 25-19        |
| 12ª giornata - 21 dicembre 2019 PalaTerdoppio, Novara           | AGIL            | 3 - 0 | Casalmaggiore         | 25-22, 25-22, 25-19               |
| 13ª giornata - 26 dicembre 2019 Palazzetto dello sport, Bergamo | Bergamo         | 0 - 3 | AGIL                  | 24-26, 16-25, 20-25               |

#### Girone di ritorno
| 14ª giornata - 15 gennaio 2020 PalaTerdoppio, Novara         | AGIL                  | 3 - 1 | Cuneo Granda    | 22-25, 25-18, 26-24, 25-23 |
| 15ª giornata - 18 gennaio 2020 PalaGeorge, Montichiari       | Millenium Brescia     | 0 - 3 | AGIL            | 19-25, 22-25, 21-25        |
| 16ª giornata - 26 gennaio 2020 PalaTerdoppio, Novara         | AGIL                  | 3 - 0 | Filottrano      | 25-21, 25-17, 25-13        |
| 17ª giornata - 9 febbraio 2020 PalaPiantanida, Busto Arsizio | UYBA                  | 3 - 0 | AGIL            | 25-20, 28-26, 25-17        |
| 18ª giornata - 12 febbraio 2020 PalaTerdoppio, Novara        | AGIL                  | 3 - 1 | Savino Del Bene | 25-20, 25-16, 26-28, 25-13 |
| 19ª giornata - 16 febbraio 2020 PalaVerde, Villorba          | Imoco                 | 3 - 0 | AGIL            | 25-19, 25-17, 25-18        |
| 20ª giornata - 6 marzo 2020 PalaTerdoppio, Novara            | AGIL                  | 3 - 0 | VolAlto Caserta | 25-0, 25-0, 25-0           |
| 21ª giornata - 1º aprile 2020 Palazzetto dello Sport, Monza  | Pro Victoria          | -     | AGIL            | annullata                  |
| 22ª giornata - 5 aprile 2020 PalaMaddalene, Chieri           | Chieri '76            | -     | AGIL            | annullata                  |
| 23ª giornata - 8 marzo 2020 PalaTerdoppio, Novara            | AGIL                  | -     | San Casciano    | annullata                  |
| 24ª giornata - 15 marzo 2020 PalaEvangelisti, Perugia        | Wealth Planet Perugia | -     | AGIL            | annullata                  |
| 25ª giornata - 22 marzo 2020 PalaRadi, Cremona               | Casalmaggiore         | -     | AGIL            | annullata                  |
| 26ª giornata - 28 marzo 2020 PalaTerdoppio, Novara           | AGIL                  | -     | Bergamo         | annullata                  |

### Coppa Italia

#### Fase a eliminazione diretta
| Quarti di finale - 29 gennaio 2020 PalaTerdoppio, Novara | AGIL | 1 - 3 | Pro Victoria | 25-12, 18-25, 21-25, 20-25 |

### Supercoppa italiana

#### Fase a eliminazione diretta
| Quarti di finale - 16 novembre 2019 PalaLido, Milano | AGIL | 0 - 3 | Imoco | 20-25, 17-25, 21-25 |

### Campionato mondiale per club

#### Fase a gironi
| 1ª giornata - 3 dicembre 2019 Shaoxing Olympic Sports Center, Shaoxing | Tianjin | 2 - 3 | AGIL        | 25-17, 25-15, 18-25, 15-25, 11-15 |
| 2ª giornata - 5 dicembre 2019 Shaoxing Olympic Sports Center, Shaoxing | AGIL    | 3 - 2 | VakıfBank   | 25-21, 25-22, 25-27, 24-26, 15-12 |
| 3ª giornata - 6 dicembre 2019 Shaoxing Olympic Sports Center, Shaoxing | AGIL    | 3 - 0 | Praia Clube | 25-21, 26-24, 25-19               |

#### Fase a eliminazione diretta
| Semifinali - 7 dicembre 2019 Shaoxing Olympic Sports Center, Shaoxing      | AGIL      | 2 - 3 | Eczacıbaşı | 21-25, 25-23, 11-25, 25-23, 13-15 |
| Finale 3º posto - 8 dicembre 2019 Shaoxing Olympic Sports Center, Shaoxing | VakıfBank | 3 - 0 | AGIL       | 26-24, 25-23, 25-21               |

### Champions League

#### Fase a gironi
| 1ª giornata - 20 novembre 2019 PalaTerdoppio, Novara  | AGIL          | 3 - 0 | Chimik        | 25-17, 25-10, 25-7               |
| 2ª giornata - 27 novembre 2019 SCHARRena, Stoccarda   | MTV Stoccarda | 3 - 1 | AGIL          | 11-25, 25-20, 25-18, 25-23       |
| 3ª giornata - 17 dicembre 2019 Łódź Sport Arena, Łódź | ŁKS           | 2 - 3 | AGIL          | 25-22, 15-25, 9-25, 25-19, 10-15 |
| 4ª giornata - 23 gennaio 2020 PalaTerdoppio, Novara   | AGIL          | 3 - 0 | MTV Stoccarda | 25-11, 25-22, 25-19              |
| 5ª giornata - 4 febbraio 2020 FSK Olymp, Južne        | Chimik        | 0 - 3 | AGIL          | 14-25, 14-25, 12-25              |
| 6ª giornata - 18 febbraio 2020 PalaTerdoppio, Novara  | AGIL          | 3 - 0 | ŁKS           | 25-21, 25-20, 26-24              |

#### Fase a eliminazione diretta
| Quarti di finale (andata) - 5 marzo 2020 Burhan Felek Spor Salonu, Istanbul | Fenerbahçe | - | AGIL       | annullata |
| Quarti di finale (ritorno) - 11 marzo 2020 PalaTerdoppio, Novara            | AGIL       | - | Fenerbahçe | annullata |

## Statistiche

### Statistiche di squadra
| Competizione                 | Punti | In casa | In casa | In casa | In trasferta | In trasferta | In trasferta | Totale | Totale | Totale |
| Competizione                 | Punti | G       | V       | P       | G            | V            | P            | G      | V      | P      |
| ---------------------------- | ----- | ------- | ------- | ------- | ------------ | ------------ | ------------ | ------ | ------ | ------ |
| Serie A1                     | 41    | 11      | 7       | 4       | 9            | 7            | 2            | 20     | 14     | 6      |
| Coppa Italia                 | -     | 1       | 0       | 1       | -            | -            | -            | 1      | 0      | 1      |
| Supercoppa italiana          | -     | -       | -       | -       | -            | -            | -            | 1      | 0      | 1      |
| Campionato mondiale per club | 7     | -       | -       | -       | -            | -            | -            | 5      | 3      | 2      |
| Champions League             | 14    | 3       | 3       | 0       | 3            | 2            | 1            | 6      | 5      | 1      |
| Totale                       | -     | 15      | 10      | 5       | 12           | 9            | 3            | 33     | 22     | 11     |

G = partite giocate; V = partite vinte; P = partite perse

### Statistiche dei giocatori
| Giocatore      | Serie A1 | Serie A1 | Serie A1 | Serie A1 | Serie A1 | Coppa Italia | Coppa Italia | Coppa Italia | Coppa Italia | Coppa Italia | Supercoppa italiana | Supercoppa italiana | Supercoppa italiana | Supercoppa italiana | Supercoppa italiana | Mondiale per club | Mondiale per club | Mondiale per club | Mondiale per club | Mondiale per club | Champions League | Champions League | Champions League | Champions League | Champions League | Totale | Totale | Totale | Totale | Totale |
| Giocatore      | P        | PT       | AV       | MV       | BV       | P            | PT           | AV           | MV           | BV           | P                   | PT                  | AV                  | MV                  | BV                  | P                 | PT                | AV                | MV                | BV                | P                | PT               | AV               | MV               | BV               | P      | PT     | AV     | MV     | BV     |
| -------------- | -------- | -------- | -------- | -------- | -------- | ------------ | ------------ | ------------ | ------------ | ------------ | ------------------- | ------------------- | ------------------- | ------------------- | ------------------- | ----------------- | ----------------- | ----------------- | ----------------- | ----------------- | ---------------- | ---------------- | ---------------- | ---------------- | ---------------- | ------ | ------ | ------ | ------ | ------ |
| V. Arrighetti  | 13       | 31       | 19       | 9        | 3        | 1            | 0            | 0            | 0            | 0            | 0                   | 0                   | 0                   | 0                   | 0                   | 3                 | 15                | 7                 | 7                 | 1                 | 5                | 7                | 3                | 2                | 2                | 22     | 53     | 29     | 18     | 6      |
| J. Brakočević  | 12       | 152      | 127      | 19       | 6        | 1            | 12           | 10           | 1            | 1            | 1                   | 4                   | 4                   | 0                   | 0                   | 6                 | 89                | 69                | 12                | 8                 | 5                | 115              | 101              | 9                | 5                | 25     | 372    | 311    | 41     | 20     |
| C. Chirichella | 19       | 215      | 159      | 49       | 7        | 1            | 5            | 3            | 1            | 1            | 1                   | 9                   | 4                   | 5                   | 0                   | 6                 | 58                | 44                | 12                | 2                 | 5                | 47               | 30               | 10               | 7                | 32     | 334    | 240    | 77     | 17     |
| M. Courtney    | 18       | 152      | 131      | 17       | 4        | 1            | 10           | 8            | 2            | 0            | 0                   | 0                   | 0                   | 0                   | 0                   | 4                 | 39                | 30                | 7                 | 2                 | 5                | 53               | 45               | 8                | 0                | 28     | 254    | 214    | 34     | 6      |
| C. Di Iulio    | 16       | 53       | 39       | 11       | 3        | 1            | 1            | 1            | 0            | 0            | 1                   | 1                   | 1                   | 0                   | 0                   | 6                 | 18                | 16                | 1                 | 1                 | 5                | 0                | 0                | 0                | 0                | 29     | 73     | 57     | 12     | 4      |
| Z. Górecka     | 11       | 15       | 14       | 1        | 0        | 1            | 4            | 3            | 1            | 0            | 1                   | 2                   | 1                   | 1                   | 0                   | 1                 | 2                 | 2                 | 0                 | 0                 | 2                | 0                | 0                | 0                | 0                | 16     | 23     | 20     | 3      | 0      |
| M. Hancock     | 19       | 92       | 40       | 13       | 39       | 1            | 5            | 3            | 0            | 2            | 1                   | 6                   | 3                   | 1                   | 2                   | 6                 | 39                | 19                | 5                 | 15                | 5                | 38               | 16               | 8                | 14               | 32     | 180    | 81     | 27     | 72     |
| I. Mlakar      | 10       | 26       | 19       | 3        | 4        | 0            | 0            | 0            | 0            | 0            | 1                   | 3                   | 3                   | 0                   | 0                   | 4                 | 3                 | 2                 | 1                 | 0                 | 2                | 1                | 0                | 0                | 1                | 17     | 33     | 24     | 4      | 5      |
| R. Morello     | 8        | 1        | 1        | 0        | 0        | 0            | 0            | 0            | 0            | 0            | 1                   | 0                   | 0                   | 0                   | 0                   | 2                 | 0                 | 0                 | 0                 | 0                 | 1                | 0                | 0                | 0                | 0                | 12     | 1      | 1      | 0      | 0      |
| F. Napodano    | 19       | 1        | 1        | 0        | 0        | 1            | 0            | 0            | 0            | 0            | 1                   | 0                   | 0                   | 0                   | 0                   | 6                 | 0                 | 0                 | 0                 | 0                 | 4                | 0                | 0                | 0                | 0                | 31     | 1      | 1      | 0      | 0      |
| S. Sansonna    | 19       | 0        | 0        | 0        | 0        | 1            | 0            | 0            | 0            | 0            | 1                   | 0                   | 0                   | 0                   | 0                   | 5                 | 0                 | 0                 | 0                 | 0                 | 5                | 0                | 0                | 0                | 0                | 31     | 0      | 0      | 0      | 0      |
| F. Piacentini  | 0        | 0        | 0        | 0        | 0        | 0            | 0            | 0            | 0            | 0            | 0                   | 0                   | 0                   | 0                   | 0                   | 0                 | 0                 | 0                 | 0                 | 0                 | 1                | 0                | 0                | 0                | 0                | 1      | 0      | 0      | 0      | 0      |
| E. Vasileva    | 19       | 305      | 273      | 29       | 3        | 1            | 9            | 8            | 1            | 0            | 1                   | 5                   | 5                   | 0                   | 0                   | 6                 | 77                | 64                | 9                 | 4                 | 5                | 60               | 52               | 6                | 2                | 32     | 456    | 402    | 45     | 9      |
| S. Veljković   | 15       | 157      | 123      | 24       | 10       | 1            | 9            | 8            | 1            | 0            | 1                   | 7                   | 6                   | 0                   | 1                   | 5                 | 43                | 35                | 4                 | 4                 | 2                | 27               | 21               | 4                | 2                | 24     | 243    | 193    | 33     | 17     |

P = presenze; PT = punti totali; AV = attacchi vincenti; MV = muri vincenti; BV = battute vincenti